# Харково
Ха́рково (рос. Харьково) — село у складі Павловського району Алтайського краю, Росія. Входить до складу Прутської сільської ради.

## Населення
Населення — 5 осіб (2010; 13 у 2002).
Національний склад (станом на 2002 рік):
- росіяни — 100 %